# Mandjelia exasperans
Mandjelia exasperans is een spinnensoort uit de familie Barychelidae. De soort komt voor in Queensland.